# Jean d'Harambure (1599-1639)
Pour les articles homonymes, voir Jean d'Harambure.
 (janvier 2021).
Si vous disposez d'ouvrages ou d'articles de référence ou si vous connaissez des sites web de qualité traitant du thème abordé ici, merci de compléter l'article en donnant les références utiles à sa vérifiabilité et en les liant à la section « Notes et références ».
En pratique : Quelles sources sont attendues ? Comment ajouter mes sources ?
Jean d'Harambure, né en 1599 et mort à la bataille de la Route le 20 novembre 1639 en Italie, est un officier français, propriétaire du régiment d´Harambure. 

## Biographie
Il est le fils aîné de Jean dit « le Borgne » et de Marie de Secondat. Il épouse le 17 février 1629 Marie Tallemant, née le 16 juin 1610, fille de Gédéon Tallemant, (des Réaux) trésorier général des finances et domaines du Roi, et d'Anne Rambouillet, issue d'une des plus riches familles de Rouen.  Les témoins du mariage montrent l'importance des relations de la famille à cette époque : Louis de Vendôme Duc de Mercoeur, le Prince de Martigues, Gaspard de Coligny Maréchal de France, le Marquis de la Force Maréchal de France, Charles de Valois Duc d'Angoulême.
Déjà fortuné de par son père Jean d'Harambure, de confession protestante, il s'allie à une famille de la religion réformée de la Rochelle, bastion protestant de l'époque. En 1561, le grand-père de sa femme y ouvre une maison de commerce, arme des vaisseaux et finit par siéger au conseil de la ville, faisant l'acquisition en 1611 de la charge de trésorier général de la Maison et des anciens domaines de Navarre. Ses enfants créent une banque, qui devient l’une des plus importantes de la place de Bordeaux et fait l'acquisition de plusieurs fermes payées 2 640 000 livres, ce qui donne une idée de la fortune de cette famille de la haute finance protestante. À Paris les Tallemant tiennent salon dans un hôtel particulier rue des Petits Champs et sa veuve Marie Tallemant est mainte fois évoqué dans les historiettes de Gédéon Tallemand des Réaux. Marie Tallemant décède peu après le 24 mars 1642.
Jean d'Harambure et Marie Tallemant n’ont pas eu d’enfants.

## Possessions et titres
Jean d'Harambure est écuyer et Seigneur de Romefort, gentilhomme ordinaire du Roi, grand giboyeur et chef du vol des oiseaux de la Chambre de Sa Majesté. Capitaine de 90 chevau-légers, il commande au surplus une compagnie de 120 hommes de pied en Hollande. Il est nommé gouverneur d'Aigues-Mortes sur la démission de son père par provision du 12 avril 1615.

## Carrière militaire
Jean d'Harambure est envoyé à 18 ans en Hollande, à Delft et à Bréda, avec son plus jeune frère Henri, sous les ordres de Monsieur d'Autièges et de Monsieur de Chastillon (1616-1617).  Le 10 février 1635, il obtient une commission de capitaine par Louis XIII pour lever et mettre sur pied une compagnie de 90 chevau-légers sous les ordres de Louis de Valois et Louis XIII lui fait don des biens des chevaux-légers déserteurs de sa compagnie. Deux ans plus tard, le 23 janvier 1638 il crée le régiment d'Harambure Un an plus tard en 1639, il est tué lors du combat de la Route en Italie.

## Succession
Le 6 février 1640 a lieu l'inventaire après décès de Jean d'Harambure, dressé à la requête de sa veuve.  L'héritier est son frère Henri avec des sommes considérables qui feront l'objet d'un arrangement d'intérêts le 23 février 1640 entre sa veuve, son frère Henri et sa sœur Jeanne. Marie Tallemant devient créancière de la succession pour 23 400 livres et l'usage du château de Romefort. Veuve richissime citée à maintes reprises par son cousin dans les Historiettes, elle est une précieuse avant la lettre et fait la fureur des salons à Paris. Elle décède en 1642 sans s'être remariée, et laisse selon son testament plus de 400 000 livres comptant à son frère Gédéon Tallemant des Réaux auxquels viennent s'ajouter quantité de dons divers et 99 legs. Elle est enterrée au cimetière des Saints-Pères qui était à l'époque un cimetière réservé aux protestants.